# Lavanderas de Galicia
Lavanderas de Galicia es un cuadro del pintor español Joaquín Sorolla, terminado en 1915. Está realizado en óleo sobre lienzo y tiene un tamaño de 38,3 x 45,4 cm. Se encuentra en el Museo Carmen Thyssen Málaga. 
En el cuadro se muestra a un grupo de mujeres lavando la ropa a la orilla de la ría de Arosa.